# Calyciphora albodactylus
Espèce
Synonymes
- Pterophorus albodactylus Fabricius, 1794[2]
- Aciptilia siculus Fuchs, 1901[3]
- Pterophorus xerodactylus Zeller, 1841[3]

Calyciphora albodactylus est une espèce européenne de lépidoptères (papillons) de la famille des Pterophoridae.

## Description
L'envergure est de 20 à 28 mm.

## Répartition
On trouve Calyciphora albodactylus dans la majeure partie de l'Europe, à l'exception du Portugal, du Benelux, de la Grande-Bretagne et de l'Irlande. On l'a recensé aussi en Russie et en Anatolie.

## Écologie
La chenille se nourrit de Arctium lappa, Carlina acanthifolia, Carlina biebersteinii, Carlina vulgaris, Cirsium ferox, Cirsium helenioides, Echinops bannaticus, Echinops ritro, Echinops sphaerocephalus, Jurinea cyanoides et Serratula.